# Takeshi Kusao
Takeshi Kusao (草尾 毅, nascut el 20 de novembre de 1965) és un actor, actor de veu i cantant japonès. Va néixer a Tokorozawa, Saitama, i treballa per a Aoni Production. Entre els seus molts papers, és més conegut com les veus d'en Trunks (Bola de Drac Z), Hanamichi Sakuragi (Slam Dunk), Ryo Sanada (Yoroiden Samurai Troopers), Parn (Record of Lodoss War), Coco/Kōji Kokoda (Yes! PreCure 5), Ky Kiske (Guilty Gear), Yukimura Sanada (Samurai Warriors, així com a la sèrie Warriors Orochi), Dororo (Sgt. Frog) i Mao (Code Geass).

## Vida personal
El maig de 2015, es va casar amb l'actriu de veu Yuka Saitō i tenen un fill. El 13 de novembre de 2021 van tenir un segon fill.

## Filmografia

### Anime per a televisió
1988
- Saint Seiya, Wolf Nachi
- Transformers: Super-God Masterforce, Clouder/Double Clouder
- Yoroiden Samurai Troopers, Ryo Sanada

1989
- Akuma-kun, Kirihito
- Dragon Ball Z, Piegerro
- Momotaro Densetsu, Tarou Urashima

1990
- Knights of Ramune & 40, Lamune
- Brave Exkaiser, Green Laker
- RPG Densetsu Hepoi, Ryuuto

1991
- Getter Robo Go, Gou Ichimonji
- Bola de Drac Z, Trunks

1992
- Ashita e Free Kick, Shun Godai
- Tetsujin 28-go FX, Saburo Natsuki
- Super Bikkuriman, Phoenix

1993
- Slam Dunk, Hanamichi Sakuragi[4]

1995
- Mobile Suit Gundam Wing, Mueller
- Bola de drac Z, Trunks, Upa
- Sorcerer Hunters, Kou

1996
- Knights of Ramune & 40 Fire, Lamuness I
- GeGeGe no Kitarō, Kasa-bake
- Bola de Drac GT, Trunks

1997
- Clamp School Detectives, Takeshi Shukaido
- Revolutionary Girl Utena, Kyoichi Saionji
- Shinkai Densetsu Meremanoid, Madam
- Bamboo Bears, Bamboo Lee

1998
- Steam Detectives, Le Bled
- Kare Kano, Hiroyuki Miyazawa
- The Kindaichi Case Files, Kawashima
- Shadow Skill, Darkness, Snake Man
- Case Closed, Osamu Honda

2000
- Excel Saga, Key
- Saiyuki, Kougaiji
- Digimon Adventure 02, Revolmon
- Boys Be..., Young Man
- Descendants of Darkness, Tetsuhiro Abiko

2001
- Super GALS!, Takeru
- Run=Dim, Suguru Saeki

2002
- Spiral: The Bonds of Reasoning, Kousuke Asazuki
- Midnight Horror School, Docky
- Naruto, Gōzu
- Pecola, Jabatto-san
- One Piece, Koza

2003
- Inuyasha, Bankotsu
- Saiyuki Reload, Kougaiji
- D.N.Angel, Krad
- Cheeky Angel, Pierre
- Di Gi Charat Nyo!, John
- Planetes, Sully
- Pluster World, Gingardo
- One Piece, Zap

2004
- Sgt. Frog, Dororo, Dokuku
- Saiyuki Gunlock, Kougaiji
- Samurai 7, Hyogo
- Hit o Nerae!, Kenjiro Kurume
- Ring ni Kakero 1, Ishimatsu Katori

2005
- Gaiking: Legend of Daiku-Maryu, Jian Xin, Haccho
- Moeyo Ken, Ukon Tanaka
- Speed Grapher, Ran Yurigaoka
- Solty Rei, Will
- Beet the Vandel Buster, Rosegoat

2006
- Ergo Proxy, Rogi
- Sumomomo, Momomo, Tenka Koganei
- Powerpuff Girls Z, Hiro
- Naruto, Gouzu
- Happy Lucky Bikkuriman, Prince Yamato
- Yume Tsukai, Michiaki Mishima
- One Piece, Jaguar D. Saul

2007
- Yes! PreCure 5, Coco
- GeGeGe no Kitarō, Makoto Washio
- Code Geass, Mao
- Darker than Black, Zhi-Jun Wei, EPR Member (ep 16)
- MapleStory, Anji

2008
- Yes! Precure 5 GoGo!, Coco/Kōji Kokoda
- Skip Beat!, Ushio Kurosaki
- Tytania, Alses Tytania
- Sands of Destruction, Frog Master

2009
- Sōten Kōro, Xiahou Dun
- Beyblade: Metal Fusion, Busujima

2010
- Inuyasha: The Final Act, Magatsuhi, dimoni de Shikon Jewel
- Super Robot Wars Original Generation: The Inspector, Vigagi
- Digimon Fusion, Kiriha Aonuma, Ballistamon, Bagramon, Greymon, ZekeGreymon
- The Animal Conference on the Environment, Pao the Panda
- Bola de Drac Kai, Trunks
- Naruto Shippuden, Shiranami
- Ring ni Kakero 1: Shadow, Ishimatsu Katori

2011
- The World's Greatest First Love, Hasegawa
- Fujilog, Osamu Fujiyama
- Maji de Watashi ni Koi Shinasai!, Gakuto Shimazu
- Yondemasu yo, Azazel-san, Sariel
- Ring ni Kakero 1: Sekai Taikai-hen, Ishimatsu Katori
- One Piece, Gol D Roger (jove)

2012
- Gon, Jack
- Saint Seiya Omega, Unicorn Jabu
- Tanken Driland, Rogai
- Nyaruko: Crawling with Love, Nyaruo

2013
- Kingdom, Jiang Zhang

2014
- Captain Earth, Reito Hirosue/Pointer
- Sgt. Frog, Dororo
- Phi Brain: Puzzle of God, Zagadka
- Minna Atsumare! Falcom Gakuen, Adol, Phan
- World Trigger, Masafumi Shinoda

2015
- Samurai Warriors, Sanada Yukimura
- Bola de Drac Kai, Trunks
- Dragon Ball Super, Trunks
- Magic Kaito 1412, Detective Delon
- Minna Atsumare! Falcom Gakuen SC, Phan

2016
- Dragon Ball Super, Future Trunks
- One Piece, Karasu

2017
- Dragon Ball Super, Lavender, Narirama

2018
- Major 2nd, Fujii[5]
- Bakutsuri Bar Hunter, Tōma Tachitsute[6]
- Black Clover, Ladros[7]
- GeGeGe no Kitarō, Wolfgang

2019
- Senki Zesshou Symphogear XV, Enki
- Kishiryu Sentai Ryusoulger, Pi-Tan

2020
- Digimon Adventure, Joe Kido[8]
- Noblesse, Ragar Kertia

2021
- Yashahime, Mayonaka/Mahiruma

2023
- Bungo Stray Dogs 4, Mushitarō Oguri[9]

### Original video animation (OVA)
- Guyver (1989), Sho Fukamachi/Guyver
- Megazone 23 Part III (1989), Eiji Takanaka
- Ys (1989-1991), Adol Christin
- Record of Lodoss War (1990), Parn
- Ys II: Castle in the Heavens (1992-1993), Adol Christin
- Casshan: Robot Hunter (1993), Tetsuya Azuma/Casshan
- Ranma ½ (1994), Shinnosuke
- Saint Seiya: Hades (2002-2006), Capricorn Shura
- Tales of Phantasia (2004-2006), Cless Alvein (Cress Albane)
- Dogs: Bullets & Carnage (2009), Magato

### Pel·lícules d'anime
- Akira (1988), Kai (debut)
- Saint Seiya: Warriors of the Final Holy Battle (1989), Sailors[4]
- Mobile Suit Gundam F91 (1991), Dorel Ronah[4]
- Slam Dunk (1994), Hanamichi Sakuragi[10]
- Slam Dunk: Conquer the Nation, Hanamichi Sakuragi! (1994), Hanamichi Sakuragi[11]
- Slam Dunk: Shohoku's Greatest Challenge! (1995), Hanamichi Sakuragi[12]
- Slam Dunk: Howling Basketman Spirit!! (1995), Hanamichi Sakuragi[13]
- Inuyasha the Movie: Fire on the Mystic Island (2004), Jūra
- Dragon Ball Z: Battle of Gods (2013), Trunks, Gotenks[4]
- Short Peace (2013), Frog
- Dragon Ball Z: Resurrection 'F' (2015), Future Trunks
- Dragon Ball Super: Broly (2018), Trunks
- Free! Road to the World: The Dream (2019), Ryuji Azuma[4]
- Dragon Ball Super: Super Hero (2022), Trunks, Gotenks

### Videojocs
- SegaSonic the Hedgehog (1993), Sonic the Hedgehog[4]
- Dragon Ball Z 2: Super Battle (1995), Trunks[4]
- Tales of Phantasia (1995), Cless Alvein (Cress Albane), Chester Burklight
- Abalaburn (1998), Blood
- Rakugaki Showtime (1999), John Calibur
- Rockman DASH 2 ~Episode 2: Ooi Naru Isan~ (2000), Gaga
- Super Robot Wars Alpha (2000), Dorel Ronah[4]
- Super Robot Wars Alpha 2 (2003), Dorel Ronah[4]
- Advance Guardian Heroes (2004), Dylan[4]
- Blood Will Tell (2004), Tahōmaru
- Saint Seiya: The Sanctuary (2005), Capricorn Shura[4]
- Saint Seiya: The Hades (2007), Capricorn Shura[4]
- Super Robot Wars: Original Generations (2007), Vigagi[4]
- Code Geass: Lost Colors (2008), Mao
- Cosmic Break (2008), Lios
- Tales of the World: Radiant Mythology Cless Alvein (Cress Albane)
- Ys Seven (2009), Adol Christin
- Super Robot Wars NEO (2009), Lamune
- Ys vs. Trails in the Sky (2010), Adol Christin
- The Sly Collection (2011), doblatge en japonès, només per a la versió per a PS3)
- Tales of the World: Radiant Mythology 3 (2011), Cless Alvein (Cress Albane)
- PlayStation Move Heroes (2011), Sly Cooper (doblatge japonès)
- Saint Seiya Senki (2011), Capricorn Shura[4]
- Heroes Phantasia (2012), Dororo
- Tales of the World: Reve Unitia (2012), Cless Alvein (Cress Albane)
- PlayStation All-Stars Battle Royale (2013), Sly Cooper (Japanese dub)
- Guilty Gear Xrd -SIGN- (2014), Ky Kiske[4]
- Guilty Gear Xrd -REVELATOR- (2015), Ky Kiske[4]
- Warriors All-Stars (2017), Yukimura Sanada[4]
- Super Smash Bros. Ultimate (2019), Solo (Dragon Quest IV)[4]
- Jump Force (2019), Future Trunks[4]
- Super Robot Wars T (2019), Saizo Tokito[4]
- Dragon Ball Z: Kakarot (2020), Future Trunks, Trunks (Kid), Gotenks, Opa[4]
- Saint Seiya: Rising Cosmo (2020), Capricorn Shura[4]
- Guilty Gear -STRIVE- (2021), Ky Kiske[14]

### Tokusatsu
- B-Robo Kabutack (1997), Kabutack, Professor (actor), Junichiro Kokuritsu (actor)
- Voicelugger (1999), Voicelugger Sapphire/Takeshi Tenma (actor)
- Tokusou Sentai Dekaranger (2004), Bokudenian Biskes (ep. 44)
- Mahou Sentai Magiranger (2005), Magical Cat Smoky (eps. 19 - )
- Juken Sentai Gekiranger (2007), Pyon Biao (eps. 20 - )
- Tokumei Sentai Go-Busters (2012), Jishakuloid (ep. 23)
- Zyuden Sentai Kyoryuger (2013), Debo Supokoun (ep. 32)
- Kishiryu Sentai Ryusoulger (2019), Pi-Tan (eps. 30 - )/Kishiryu Pterardon (ep 31, )/Kishiryu Ptyramigo (Voiced by Masaki Terasoma (Kishiryu Tyramigo)) (ep. 32, )